# Championnat d'Afrique des nations masculin de handball 2020
Navigation
Gabon 2018 Égypte 2022
La 24e édition du championnat d'Afrique des nations masculin de handball, aussi appelé CAN, se déroule en Tunisie du 16 au 26 janvier 2020.
La Tunisie, à domicile, remet son titre en jeu mais est battue en finale par l'Égypte qui remporte à cette occasion son septième titre dans la compétition et se qualifie pour les Jeux olympiques de 2020. L'Algérie complète le podium.
À noter que la finale est interrompue à deux minutes de la fin par une intrusion sur le terrain conduisant à l'agression d'un joueur égyptien puis par des jets de projectiles de la part de supporters tunisiens,. Par conséquent, la Confédération africaine de handball sanctionne la Fédération tunisienne de handball d'une amende de 15 000 € et d'une interdiction d'organiser sur son sol des compétitions (toutes catégories confondues) pendant quatre ans,, la sanction étant finalement ramenée à deux ans (jusqu'en 31 janvier 2022).

## Modalités

### Choix du pays hôte
La Tunisie est désignée pays hôte par la Confédération africaine de handball le 28 janvier 2016. Dans le même temps, la CAN masculine 2018 est attribuée au Gabon et la CAN féminine 2018 au Congo.
La Tunisie, tenante du titre et équipe la plus titrée (dix victoires), accueille la compétition pour la cinquième fois.

### Lieux de la compétition
La compétition se déroule dans trois salles.
| Radès                     | Hammamet         | Nabeul             | [[Fichier:Tunisia adm location map.svg\|200px\|{{#if:\|{{{alt}}}\|Championnat d'Afrique des nations masculin de handball 2020 est dans la page Tunisie.]]Radès Hammamet Nabeul |
| Salle omnisports de Radès | Salle d'Hammamet | Salle Bir Challouf | [[Fichier:Tunisia adm location map.svg\|200px\|{{#if:\|{{{alt}}}\|Championnat d'Afrique des nations masculin de handball 2020 est dans la page Tunisie.]]Radès Hammamet Nabeul |
| Capacité : 17 000         | Capacité : 2 500 | Capacité : 5 000   | [[Fichier:Tunisia adm location map.svg\|200px\|{{#if:\|{{{alt}}}\|Championnat d'Afrique des nations masculin de handball 2020 est dans la page Tunisie.]]Radès Hammamet Nabeul |
|                           |                  |                    | [[Fichier:Tunisia adm location map.svg\|200px\|{{#if:\|{{{alt}}}\|Championnat d'Afrique des nations masculin de handball 2020 est dans la page Tunisie.]]Radès Hammamet Nabeul |

### Équipes qualifiées
La Tunisie est qualifiée automatiquement en tenant que pays organisateur. Les modalités de qualification des autres équipes ne sont pas connues.
| Pays                | Apparitions précédentes dans la compétition | Apparitions précédentes dans la compétition                                                                                              |
| ------------------- | ------------------------------------------- | --- |
| Algérie             | 22                                          | 1976, 1979, 1981, 1983, 1985, 1987, 1989, 1991, 1992, 1994, 1996, 1998, 2000, 2002, 2004, 2006, 2008, 2010, 2012, 2014, 2016, 2018       |
| Angola              | 15                                          | 1981, 1983, 1985, 1987, 1989, 1998, 2002, 2004, 2006 2008, 2010, 2012, 2014, 2016, 2018                                                  |
| Cameroun            | 14                                          | 1974, 1976, 1979, 1996, 1998, 2002, 2004, 2006, 2008, 2010, 2012, 2014, 2016, 2018                                                       |
| Cap-Vert            | 0                                           | Première participation |
| République du Congo | 19                                          | 1979, 1981, 1983, 1985, 1987, 1989, 1991, 1994, 1996, 1998, 2002, 2004, 2006, 2010, 2012, 2014, 2016, 2018                               |
| RD Congo            | 11                                          | 1992, 2000, 2002, 2004, 2006, 2008, 2010, 2014, 2016, 2018                                                                               |
| Égypte              | 21                                          | 1979, 1981, 1983, 1985, 1987, 1989, 1991, 1992, 1994, 1996, 1998, 2000, 2002, 2004, 2006, 2008, 2010, 2012, 2014, 2016, 2018             |
| Gabon               | 8                                           | 2000, 2002, 2006, 2010, 2012, 2014, 2016, 2018                                                                                           |
| Guinée              | 1                                           | 1981 |
| Côte d'Ivoire       | 16                                          | 1976, 1979, 1981, 1983, 1985, 1987, 1989, 1991, 1992, 1994, 1996, 1998, 2002, 2006, 2010, 2012                                           |
| Kenya               | 2                                           | 2004, 2016 |
| Libye               | 4                                           | 2004, 2010, 2014, 2016 |
| Maroc               | 17                                          | 1987, 1989, 1991, 1992, 1994, 1996, 1998, 2000, 2002, 2004, 2006, 2008, 2010, 2012, 2014, 2016, 2018                                     |
| Nigeria             | 11                                          | 1979, 1981, 1996, 1998, 2002, 2006, 2008, 2010, 2014, 2016, 2018                                                                         |
| Sénégal             | 9                                           | 1974, 1976, 1991, 1992, 1994, 2002, 2004, 2012, 2014                                                                                     |
| Tunisie             | 23                                          | 1974, 1976, 1979, 1981, 1983, 1985, 1987, 1989, 1991, 1992, 1994, 1996, 1998, 2000, 2002, 2004, 2006, 2008, 2010, 2012, 2014, 2016, 2018 |
| Zambie              | 0                                           | Première participation |

Remarques
- en gras et en italique sont indiqués respectivement le champion et le pays hôte de l'édition concernée.
- le Sénégal, initialement qualifié dans le groupe D[7], déclare forfait avant le début de la compétition qui se déroule alors à 16 équipes au lieu de 17.

### Composition des équipes
La Fédération internationale de handball permet à la Guinée de naturaliser quinze joueurs (treize joueurs nés en France, un à Madagascar, un en Côte d'Ivoire) peu de temps avant la compétition. D'autres équipes ont naturalisé des joueurs tel Frédéric Beauregard pour la RD Congo et Erwan Siakam-Kadji pour le Cameroun.

### Enjeux
Le tournoi sert de qualification pour les Jeux olympiques de 2020 : le vainqueur est directement qualifié et les équipes classées aux 2e et 3e places obtiennent le droit de participer à des tournois de qualifications olympiques.
Le tournoi sert également de qualification pour le championnat du monde 2021 puisque les six premières équipes sont directement qualifiées.

## Tour préliminaire
Le tirage au sort a lieu le 19 octobre 2019 à Tunis.

### Légende
- Qualifié pour le tour principal
- Qualifié pour le tour de classement

### Groupe A
Lors de la première journée, l'Égypte s'impose facilement face à la Guinée (39 – 22), tandis que le Kenya est forfait face à la RD Congo en raison d'une arrivée tardive en Tunisie.
|   | Équipe   | Pts | J | G | N | P | Bp  | Bc | Diff |
| - | -------- | --- | - | - | - | - | --- | -- | ---- |
| 1 | Égypte   | 6   | 3 | 3 | 0 | 0 | 111 | 60 | 51   |
| 2 | RD Congo | 4   | 3 | 2 | 0 | 1 | 57  | 53 | 4    |
| 3 | Guinée   | 2   | 3 | 1 | 0 | 2 | 73  | 84 | -11  |
| 4 | Kenya    | 0   | 3 | 0 | 0 | 3 | 36  | 80 | -44  |

| 16 janvier 10h00 | RD Congo  | 10 – 0 | Kenya |  |
| 16 janvier 10h00 | (Forfait) |        |       |  |

| 16 janvier 14h00 | Égypte    | 39 – 22 | Guinée |  |
| 16 janvier 14h00 | (19 – 10) |         |        |  |

| 17 janvier 12h00 | Kenya    | 19 – 44 | Égypte |  |
| 17 janvier 12h00 | (7 – 21) |         |        |  |

| 17 janvier 16h00 | Guinée    | 25 – 28 | RD Congo |  |
| 17 janvier 16h00 | (12 – 16) |         |          |  |

| 19 janvier 12h00 | Guinée    | 26 – 17 | Kenya |  |
| 19 janvier 12h00 | (11 – 10) |         |       |  |

| 19 janvier 18h00 | Égypte    | 28 – 19 | RD Congo |  |
| 19 janvier 18h00 | (16 – 10) |         |          |  |

### Groupe B
|   | Équipe  | Pts | J | G | N | P | Bp | Bc | Diff |
| - | ------- | --- | - | - | - | - | -- | -- | ---- |
| 1 | Angola  | 6   | 3 | 3 | 0 | 0 | 81 | 69 | 12   |
| 2 | Gabon   | 3   | 3 | 1 | 1 | 1 | 74 | 77 | -3   |
| 3 | Nigeria | 2   | 3 | 1 | 0 | 2 | 79 | 80 | -1   |
| 4 | Libye   | 1   | 3 | 0 | 1 | 1 | 65 | 73 | -8   |

| 16 janvier 14h00 | Angola    | 30 – 24 | Nigeria |  |
| 16 janvier 14h00 | (17 – 10) |         |         |  |

| 16 janvier 16h00 | Gabon     | 22 – 22 | Libye |  |
| 16 janvier 16h00 | (12 – 13) |         |       |  |

| 17 janvier 14h00 | Libye   | 19 – 20 | Angola |  |
| 17 janvier 14h00 | (6 – 8) |         |        |  |

| 17 janvier 18h00 | Nigeria   | 24 – 26 | Gabon |  |
| 17 janvier 18h00 | (13 – 14) |         |       |  |

| 19 janvier 14h00 | Angola    | 31 – 26 | Gabon |  |
| 19 janvier 14h00 | (13 – 12) |         |       |  |

| 19 janvier 18h00 | Nigeria   | 31 – 24 | Libye |  |
| 19 janvier 18h00 | (15 – 11) |         |       |  |

### Groupe C
|   | Équipe        | Pts | J | G | N | P | Bp  | Bc  | Diff |
| - | ------------- | --- | - | - | - | - | --- | --- | ---- |
| 1 | Tunisie       | 6   | 3 | 3 | 0 | 0 | 122 | 66  | 56   |
| 2 | Cap-Vert      | 4   | 3 | 2 | 0 | 1 | 72  | 78  | -6   |
| 3 | Cameroun      | 2   | 3 | 1 | 0 | 2 | 68  | 82  | -14  |
| 4 | Côte d'Ivoire | 0   | 3 | 0 | 0 | 3 | 69  | 105 | -36  |

| 16 janvier 10h00 | Côte d'Ivoire | 19 – 28 | Cameroun |  |
| 16 janvier 10h00 | (9 – 14)      |         |          |  |

| 16 janvier 18h30 | Tunisie  | 33 – 21 | Cap-Vert |  |
| 16 janvier 18h30 | (17 – 8) |         |          |  |

| 17 janvier 14h00 | Cameroun | 19 – 22 | Cap-Vert |  |
| 17 janvier 14h00 | (12 – 8) |         |          |  |

| 17 janvier 18h00 | Tunisie   | 48 – 24 | Côte d'Ivoire |  |
| 17 janvier 18h00 | (22 – 13) |         |               |  |

| 19 janvier 14h00 | Côte d'Ivoire | 26 – 29 | Cap-Vert |  |
| 19 janvier 14h00 | (13 – 13)     |         |          |  |

| 19 janvier 18h00 | Tunisie   | 41 – 21 | Cameroun |  |
| 19 janvier 18h00 | (22 – 11) |         |          |  |

### Groupe D
|   | Équipe  | Pts | J | G | N | P | Bp  | Bc  | Diff |
| - | ------- | --- | - | - | - | - | --- | --- | ---- |
| 1 | Algérie | 6   | 3 | 3 | 0 | 0 | 98  | 64  | 34   |
| 2 | Maroc   | 4   | 3 | 2 | 0 | 1 | 103 | 70  | 33   |
| 3 | Congo   | 2   | 3 | 1 | 0 | 2 | 87  | 82  | 5    |
| 4 | Zambie  | 0   | 3 | 0 | 0 | 3 | 38  | 110 | -72  |

| 16 janvier 12h00 | Maroc     | 34 – 25 | Congo |  |
| 16 janvier 12h00 | (20 – 15) |         |       |  |

| 16 janvier 12h00 | Algérie  | 34 – 9 | Zambie |  |
| 16 janvier 12h00 | (17 – 4) |        |        |  |

| 17 janvier 12h00 | Zambie   | 12 – 39 | Maroc |  |
| 17 janvier 12h00 | (7 – 19) |         |       |  |

| 17 janvier 14h00 | Congo     | 25 – 31 | Algérie |  |
| 17 janvier 14h00 | (11 – 18) |         |         |  |

| 19 janvier 12h00 | Congo    | 37 – 17 | Zambie |  |
| 19 janvier 12h00 | (19 – 7) |         |        |  |

| 19 janvier 14h00 | Maroc     | 30 – 33 | Algérie |  |
| 19 janvier 14h00 | (15 – 16) |         |         |  |

## Tour principal
Le tour principal regroupe les équipes classées au deux premières places du tour préliminaire. Les deux premiers de chaque poule sont qualifiés pour les demi-finales de la compétition, tandis que les deux derniers disputent les matchs de classement de la 5e à 8e place.
- Qualifié pour les demi-finales
- Qualifié pour le match de classement de 5 à 8

### Groupe M1
|   | Équipe   | Pts | J | G | N | P | Bp | Bc | Diff |
| - | -------- | --- | - | - | - | - | -- | -- | ---- |
| 1 | Égypte   | 6   | 3 | 3 | 0 | 0 | 97 | 62 | 35   |
| 2 | Angola   | 4   | 3 | 2 | 0 | 1 | 87 | 84 | 3    |
| 3 | RD Congo | 2   | 3 | 1 | 0 | 2 | 76 | 76 | 0    |
| 4 | Gabon    | 0   | 3 | 0 | 0 | 3 | 61 | 99 | -38  |

| 20 janvier 12h00 | Égypte   | 36 – 17 | Gabon |  |
| 20 janvier 12h00 | (20 – 7) |         |       |  |

| 20 janvier 14h00 | Angola    | 30 – 25 | RD Congo |  |
| 20 janvier 14h00 | (11 – 13) |         |          |  |

| 22 janvier 12h00 | RD Congo  | 32 – 18 | Gabon |  |
| 22 janvier 12h00 | (15 – 10) |         |       |  |

| 22 janvier 16h00 | Égypte    | 33 – 26 | Angola |  |
| 22 janvier 16h00 | (15 – 12) |         |        |  |

### Groupe M2
|   | Équipe   | Pts | J | G | N | P | Bp | Bc | Diff |
| - | -------- | --- | - | - | - | - | -- | -- | ---- |
| 1 | Tunisie  | 6   | 3 | 3 | 0 | 0 | 90 | 67 | 23   |
| 2 | Algérie  | 4   | 3 | 2 | 0 | 1 | 80 | 79 | 1    |
| 3 | Maroc    | 2   | 3 | 1 | 0 | 2 | 85 | 89 | -4   |
| 4 | Cap-Vert | 0   | 3 | 0 | 0 | 3 | 69 | 89 | -20  |

| 20 janvier 16h00 | Cap-Vert  | 23 – 25 | Algérie |  |
| 20 janvier 16h00 | (12 – 13) |         |         |  |

| 20 janvier 18h00 | Tunisie   | 31 – 24 | Maroc |  |
| 20 janvier 18h00 | (17 – 12) |         |       |  |

| 22 janvier 14h00 | Cap-Vert  | 25 – 31 | Maroc |  |
| 22 janvier 14h00 | (11 – 17) |         |       |  |

| 22 janvier 18h00 | Tunisie   | 26 – 22 | Algérie |  |
| 22 janvier 18h00 | (12 – 11) |         |         |  |

## Phase finale
|  | Demi-finales    | Demi-finales    |                        |    | Finale          | Finale          |
|  | Demi-finales    | Demi-finales    |                        |    | Finale          | Finale          |
|  |                 |                 |                        |    |                 |                 |
|  | 24 janvier 2020 | 24 janvier 2020 |                        |    | 26 janvier 2020 | 26 janvier 2020 |
|  | 24 janvier 2020 | 24 janvier 2020 |                        |    | 26 janvier 2020 | 26 janvier 2020 |
|  | Égypte          | 30              |                        |    | 26 janvier 2020 | 26 janvier 2020 |
|  | Égypte          | 30              |                        |    | 26 janvier 2020 | 26 janvier 2020 |
|  | Algérie         | 27              |                        |    | 26 janvier 2020 | 26 janvier 2020 |
|  | Algérie         | 27              | Égypte                 | 27 |                 |                 |
|  | 24 janvier 2020 |                 | Égypte                 | 27 |                 |                 |
|  |                 | Tunisie         | 23                     |    |                 |                 |
|  | Tunisie         | Tunisie         | 23                     | 39 |                 |                 |
|  | Tunisie         |                 |                        | 39 |                 |                 |
|  | Angola          | 23              |                        |    |                 |                 |
|  | Angola          | 23              | Match pour la 3e place |    |                 |                 |
|  |                 |                 |                        |    |                 |                 |
|  | 26 janvier 2020 |                 |                        |    |                 |                 |
|  |                 |                 |                        |    |                 |                 |
|  | Algérie         | 32              |                        |    |                 |                 |
|  | Algérie         | 32              |                        |    |                 |                 |
|  | Angola          | 27              |                        |    |                 |                 |
|  | Angola          | 27              |                        |    |                 |                 |

### Demi-finales
| 24 janvier 2020 16h00 | Égypte    | 30 – 27 | Algérie | Salle omnisports de Radès, Radès |
| 24 janvier 2020 16h00 | (15 – 14) |         |         | Salle omnisports de Radès, Radès |

| 24 janvier 2020 18h30 | Tunisie  | 39 – 23 | Angola | Salle omnisports de Radès, Radès |
| 24 janvier 2020 18h30 | (21 – 7) |         |        | Salle omnisports de Radès, Radès |

### Match pour la3eplace
| 26 janvier 2020 | Algérie   | 32 – 27 | Angola | Salle omnisports de Radès, Radès |
| 26 janvier 2020 | (15 – 14) |         |        | Salle omnisports de Radès, Radès |

### Finale
| 26 janvier 2020 | Égypte    | 27 – 23 | Tunisie | Salle omnisports de Radès, Radès |
| 26 janvier 2020 | (15 – 11) |         |         | Salle omnisports de Radès, Radès |

## Matchs de classement de la5eà8eplace
|  | Demi-finales de classement | Demi-finales de classement |                |    | Cinquième place | Cinquième place |
|  | Demi-finales de classement | Demi-finales de classement |                |    | Cinquième place | Cinquième place |
|  |                            |                            |                |    |                 |                 |
|  | 24 janvier 2020            | 24 janvier 2020            |                |    | 26 janvier 2020 | 26 janvier 2020 |
|  | 24 janvier 2020            | 24 janvier 2020            |                |    | 26 janvier 2020 | 26 janvier 2020 |
|  | RD Congo                   | 30                         |                |    | 26 janvier 2020 | 26 janvier 2020 |
|  | RD Congo                   | 30                         |                |    | 26 janvier 2020 | 26 janvier 2020 |
|  | Cap-Vert                   | 32ap                       |                |    | 26 janvier 2020 | 26 janvier 2020 |
|  | Cap-Vert                   | 32ap                       | Cap-Vert       | 37 |                 |                 |
|  | 24 janvier 2020            |                            | Cap-Vert       | 37 |                 |                 |
|  |                            | Maroc                      | 28             |    |                 |                 |
|  | Maroc                      | Maroc                      | 28             | 31 |                 |                 |
|  | Maroc                      |                            |                | 31 |                 |                 |
|  | Gabon                      | 27                         |                |    |                 |                 |
|  | Gabon                      | 27                         | Septième place |    |                 |                 |
|  |                            |                            |                |    |                 |                 |
|  | 26 janvier 2020            |                            |                |    |                 |                 |
|  |                            |                            |                |    |                 |                 |
|  | RD Congo                   | 30                         |                |    |                 |                 |
|  | RD Congo                   | 30                         |                |    |                 |                 |
|  | Gabon                      | 26                         |                |    |                 |                 |
|  | Gabon                      | 26                         |                |    |                 |                 |

### Demi-finales de classement
| 24 janvier 18h00 | RD Congo           | 30 – 32ap (ap) | Cap-Vert |  |
| 24 janvier 18h00 | (13 – 10, 25 – 25) |                |          |  |
| 24 janvier 18h00 | Prol. : 5 – 7      |                |          |  |

| 24 janvier 13h00 | Maroc  | 31 – 27 | Gabon |  |
| 24 janvier 13h00 | (12-8) |         |       |  |

### Match pour la5eplace
| 25 janvier | Maroc     | 28 – 37 | Cap-Vert |  |
| 25 janvier | (13 – 18) |         |          |  |

### Match pour la7eplace
| 26 janvier | RD Congo | 30 – 26 | Gabon |  |

## Coupe du président
La coupe du président regroupe les équipes classées au deux dernières places du tour préliminaire. Les équipes de même rang (premier contre premier, etc.) s'affrontent ensuite dans les matchs de classement (du match pour la 9e place au match pour la 15e place).

### Groupe PC1
|   | Équipe  | Pts | J | G | N | P | Bp | Bc | Diff |
| - | ------- | --- | - | - | - | - | -- | -- | ---- |
| 1 | Guinée  | 5   | 3 | 2 | 1 | 0 | 72 | 57 | 15   |
| 2 | Nigeria | 4   | 3 | 2 | 0 | 1 | 85 | 68 | 17   |
| 3 | Libye   | 3   | 3 | 1 | 1 | 1 | 67 | 73 | -6   |
| 4 | Kenya   | 0   | 3 | 0 | 0 | 3 | 57 | 83 | -26  |

| 20 janvier 12h00 | Kenya     | 26 – 27 | Libye | Salle d'Hammamet, Hammamet |
| 20 janvier 12h00 | (12 – 10) |         |       | Salle d'Hammamet, Hammamet |

| 20 janvier 16h00 | Guinée    | 30 – 24 | Nigeria | Salle d'Hammamet, Hammamet |
| 20 janvier 16h00 | (16 – 11) |         |         | Salle d'Hammamet, Hammamet |

| 22 janvier 12h00 | Kenya    | 14 – 30 | Nigeria | Salle d'Hammamet, Hammamet |
| 22 janvier 12h00 | (6 – 15) |         |         | Salle d'Hammamet, Hammamet |

| 22 janvier 16h00 | Libye   | 16 – 16 | Guinée | Salle d'Hammamet, Hammamet |
| 22 janvier 16h00 | (9 – 7) |         |        | Salle d'Hammamet, Hammamet |

### Groupe PC2
|   | Équipe        | Pts | J | G | N | P | Bp | Bc | Diff |
| - | ------------- | --- | - | - | - | - | -- | -- | ---- |
| 1 | Congo         | 5   | 3 | 2 | 1 | 0 | 96 | 75 | 21   |
| 2 | Cameroun      | 4   | 3 | 2 | 0 | 1 | 62 | 44 | 18   |
| 3 | Côte d'Ivoire | 3   | 3 | 1 | 1 | 1 | 92 | 86 | 6    |
| 4 | Zambie        | 0   | 3 | 0 | 0 | 3 | 41 | 86 | -45  |

| 20 janvier 14h00 | Côte d'Ivoire | 39 – 24 | Zambie | Salle d'Hammamet, Hammamet |
| 20 janvier 14h00 | (20 – 14)     |         |        | Salle d'Hammamet, Hammamet |

| 20 janvier 18h00 | Cameroun  | 24 – 25 | Congo | Salle d'Hammamet, Hammamet |
| 20 janvier 18h00 | (12 – 11) |         |       | Salle d'Hammamet, Hammamet |

| 22 janvier 14h00 | Côte d'Ivoire | 34 – 34 | Congo | Salle d'Hammamet, Hammamet |
| 22 janvier 14h00 | (16 – 19)     |         |       | Salle d'Hammamet, Hammamet |

| 22 janvier 18h00 | Cameroun | forfait Zambie | Zambie | Salle d'Hammamet, Hammamet |

### Matchs de classement

#### Match pour la9eplace
| 25 janvier | Guinée    | 23 – 25 | Congo |  |
| 25 janvier | (11 – 12) |         |       |  |

#### Match pour la11eplace
| 24 janvier | Nigeria   | 33 – 29 | Cameroun |  |
| 24 janvier | (17 – 17) |         |          |  |

#### Match pour la13eplace
| 24 janvier 12h00 | Libye     | 32 – 25 | Côte d'Ivoire |  |
| 24 janvier 12h00 | (13 – 12) |         |               |  |

#### Match pour la15eplace
| 24 janvier 12h00 | Kenya     | 28 – 17 | Zambie |  |
| 24 janvier 12h00 | (12 – 11) |         |        |  |

## Classement final
| Rang                        | Équipe        | Commentaire                                                                 |
| --------------------------- | ------------- | --------------------------------------------------------------------------- |
| Médaille d'or, Afrique      | Égypte        | Qualifié pour les Jeux olympiques 2020                                      |
| Médaille d'argent, Afrique  | Tunisie       | Qualifié pour un tournoi de qualification olympique et pour le Mondial 2021 |
| Médaille de bronze, Afrique | Algérie       | Qualifié pour un tournoi de qualification olympique et pour le Mondial 2021 |
| 4                           | Angola        | Qualifié pour le Mondial 2021                                               |
| 5                           | Cap-Vert      | Qualifié pour le Mondial 2021                                               |
| 6                           | Maroc         | Qualifié pour le Mondial 2021                                               |
| 7                           | RD Congo      | Qualifié pour le Mondial 2021                                               |
| 8                           | Gabon         | -                                                                           |
| 9                           | Congo         | -                                                                           |
| 10                          | Guinée        | -                                                                           |
| 11                          | Nigeria       | -                                                                           |
| 12                          | Cameroun      | -                                                                           |
| 13                          | Libye         | -                                                                           |
| 14                          | Côte d'Ivoire | -                                                                           |
| 15                          | Kenya         | -                                                                           |
| 16                          | Zambie        | -                                                                           |

Remarque : l'Egypte est déjà qualifiée pour le Mondial 2021 en tant que pays hôte. Par conséquent, la sixième place qualificative est attribuée au septième, la République démocratique du Congo
| Championnat d'Afrique des nations — Vainqueur 2020 |
| -------------------------------------------------- |
| Égypte Septième titre                              |

## Récompenses
| Muachissengue Boughanmi Jaballah Sanad Zein Hadj Sadok Omar Meilleur joueur : Yehia El-Deraa |
| Équipe-type du championnat d'Afrique des nations 2020.                                       |
| Muachissengue Boughanmi Jaballah Sanad Zein Hadj Sadok Omar Meilleur joueur : Yehia El-Deraa |

L'équipe type désignée par la Confédération africaine de handball est la suivante :
- Meilleur joueur :  Yehia El-Deraa
- Meilleur gardien :  Giovane Muachissengue (en)
- Meilleur ailier gauche :  Oussema Boughanmi
- Meilleur arrière gauche :  Ali Zein
- Meilleur demi-centre :  Mustapha Hadj Sadok
- Meilleur pivot :  Jihed Jaballah
- Meilleur arrière droit  :  Yahia Omar
- Meilleur ailier droit :  Mohammad Sanad